# Павленко, Людмила Владимировна
Людми́ла Влади́мировна Павле́нко (укр. Людмила Володимирівна Павленко; род. 16 сентября 1981, Дмитровка, Черкасская область) — украинская спортсменка, призёр паралимпийских игр.

## Биография
Людмила Владимировна Павленко родилась 16 сентября 1981 года в селе Дмитровка Черкасской области. С 2002 года увлекается зимними видами спорта. Многократная чемпионка и призёр чемпионатов и кубков мира в лыжных гонках и биатлоне 2003—2005 годах. В 2006 году дебютировала на Зимних Паралимпийских играх в Турине, где завоевала серебряную и три бронзовых медали. В настоящее время тренируется под руководством Валерия Казакова и Николая Ворчака.

### Спортивные достижения

#### Зимние Паралимпийские игры 2006 года
- Серебро — биатлон, 10 км.
- Бронза — биатлон, 7,5 км.
- Бронза — лыжные гонки, 2,5 км.
- Бронза — лыжные гонки, эстафета 3х2,5 км.

#### Зимние Паралимпийские игры 2010 года
- Бронза — биатлон, 2,4 км инд. преслед.

#### Зимние Паралимпийские игры 2014 года
- Золото — лыжные гонки, 12 км.
- Серебро — лыжные гонки, 5 км.
- Бронза — биатлон, 10 км.

## Награды
- Орден княгини Ольги I степени (2014 год)[2].
- Орден княгини Ольги II степени (2010 год)[3].
- Орден княгини Ольги III степени (2006 год)[4].